# Kvart (musik)
Kvart är ett musikaliskt intervall på tre diatoniska steg, samt beteckning för den fjärde tonen i en diatonisk skala. Ordet kommer av latinets quartus, ’fjärde’.
Eftersom kvarten ligger en kvint under grundtonen (den är kvintens omvändning) kallas den för subdominant eller (”underdominant”). I harmoniläran har ackord på fjärde tonen (subdominanten) och på femte tonen (dominanten) en mycket viktig funktion.
Den överstigande kvarten (tritonus) är ett mycket dissonant intervall.

## Härledning av intervallet

### Pythagoreisk och ren stämning
Kvarten härleds på samma sätt i såväl den pythagoreiska som den rena skalan. Kvarten återfinns mellan 3:e och 4:e deltonen i den harmoniska deltonserien (3:4) och motsvaras alltså av frekvensförhållandet
{\displaystyle {\frac {4}{3}}\approx {1,333333:1}} (kvart uppåt)
eller
{\displaystyle {\frac {3}{4}}=0,75:1} (kvart nedåt)
Centtalet för en ren kvart är
{\displaystyle C=1200\log _{2}\left({\frac {4}{3}}\right)\approx {498}}

### Liksvävande temperatur
I liksvävande temperatur utgår alla intervall från den liksvävande halvtonen, som definieras som 1/12 av en oktav. En kvart består av 5 liksvävande halvtoner och kan då definieras som
{\displaystyle \left({\frac {2}{1}}\right)^{5/12}\approx {1,334839:1}}
Centtalet för en liksvävande kvart är
{\displaystyle C=1200\log _{2}\left({\frac {2}{1}}\right)^{5/12}={500}}